# 綠葉海天牛

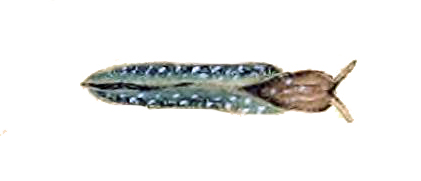
綠葉海天牛擁有盜食質體，可吸收藻類中的葉綠體。使用葉綠體基因的光合作用繼續可達12個月，這是因為藻類核基因被水平轉移到定向海蛞蝓細胞核內。

綠葉海天牛（學名：Elysia chlorotica），又稱東方綠葉海蛞蝓，是海天牛屬下的一種海生生物，與裸鰓亞目生物相似。它有盜食质体，可以通過進食藻類而吸收其葉綠體化為己用。與黄藻Vaucheria litorea有亞細胞的內共生關係，因此可長期依靠光合作用，為自身提供能量儲備而令牠們無論是否長期在陽光下，都可長時間不進食，屬動物界中極罕見的例子。
与其他海蛞蝓不同，绿叶海天牛体内存在着叶绿体相关蛋白的基因，因此它可实现体内叶绿体的自给自足而不需要不断从食物中获取。有研究表明其可通过进食，将藻类中的基因转移到自身基因组上。另有些研究者认为其体内原本就已存在叶绿体基因。
綠葉海天牛發現於美國東部各州沿海以及加拿大的新斯科舍省的鹽沼、池塘中，水深一般不超過0.5（1英尺8英寸）。

## 外部連結
- Solar-powered Sea Slug Harnesses Stolen Plant Genes （页面存档备份，存于）, New Scientist, 2008-11-24
- Half Plant, Half Animal （页面存档备份，存于） Videos w/additional info.
- Science News
- Live Science
- The animal that wanted to be a plant (in Spanish)